# Villa Pellegrini, Lorenzoni (Badia Polesine)
Villa Pellegrini, citata anche come Villa Pellegrini, Lorenzoni dai cognomi delle famiglie che detennero successivamente la proprietà, è una villa veneta situata a Salvaterra, a circa due chilometri dal centro di Badia Polesine, in provincia di Rovigo. 
Realizzata si presume all'inizio del XVII secolo, del complesso, che comprende anche una barchessa e l'attigua chiesa parrocchiale di Sant'Antonino Martire, ve n'è un'immagine nell'Album catastale di Badia e comuni limitrofi del 1776 dove è rappresentata con una situazione molto simile a quella presente ai primi anni duemila.